# Turistická značená trasa 0003
 Turistická značená trasa 0003 je červeně vyznačená 13,5 kilometru dlouhá pěší trasa Klubu českých turistů v oblasti severní hranice Prahy. Vede z pražské městské části Miškovice přes středočeské obce Brázdim, Podolanka (místní část Cvrčovice) a Jenštejn zpět do pražské Vinoře.

## Popis trasy
Trasa z Miškovic vychází severozápadně a vede až do Brázdimi. U zvoničky v centru staré části obce je odbočka k přírodní památce Kuchyňka. Z obce pokračuje jihovýchodním směrem do Cvrčovic, přejde silnici 610 do Brandýsa nad Labem a dojde do centra Jenštejna se zříceninou hradu. Od hradu vede spolu s naučnou stezkou Vinoř-Jenštejn podél potoka a rybníků do Vinoře, kde u hřbitova a zastávky MHD končí.
| Km   | Místo                  | Navazující a křižující trasy | Nadm. výška |
| ---- | ---------------------- | ---------------------------- | ----------- |
| 0    | Miškovice (bus)        | 6107                         | 245 m       |
| 2    | Veleň                  |                              | 240 m       |
| 5,5  | Brázdim                |                              |             |
| 8    | Cvrčovice              |                              | 221 m       |
| 9    | Jenštejn (hl. silnice) |                              | 240 m       |
| 10   | Jenštejn (zříc.)       |                              |             |
| 11,5 | Cukrovarský rybník     | 6107                         | 225 m       |
| 13   | Vinoř Obůrky           | 6107                         | 236 m       |
| 13,5 | Vinořský hřbitov       |                              | 243 m       |

## Zajímavá místa
- Miškovický mlýn - ve směru na Mírovice
- Zlatý kopec - archeologické naleziště
- Kuchyňka - přírodní památka
- Kostel Stětí svatého Jana Křtitele
- Jenštejn (hrad)
- Vinořský cukrovar
- Kaple Svaté cesty
- Vinořský potok
- Dolejší mlýn
- mlýn Na mlejnku

## Veřejná doprava
Cesta začíná u zastávky MHD v Miškovicích. Vede kolem zastávek PID Dřevčice (rozc.) a Jenštejn a končí u zastávky MHD Vinořský hřbitov.